# Eduardo Cortínez Fuentes
Eduardo Cortínez Fuentes; (Rengo, 1849 - Santiago, 21 de julio de 1895). Médico y político liberal chileno. Hijo de José Cortínez y Antonia Fuentes. Hermano del parlamentario Eloy Cortínez. Contrajo matrimonio con Irene Jiménez Silva.
Fue educado en el Instituto Nacional y en la Facultad de Medicina de la Universidad de Chile. Ejerció su profesión en Santiago por varios años.
Integró el Partido Liberal Democrático y fue elegido Diputado por Arauco, Lebu y Cañete (1891-1894), formando parte esta vez de la comisión permanente de Higiene y Educación. 